# Кибервойна
Кибервойната е политически мотивирано хакване с цел провеждане на подривни действия, саботаж, неутрализация и шпионаж. Това е форма на информационна война. Понякога се разглежда като аналогична на конвенционална война и през 2013 г. бе за първи път считана за по-голяма заплаха от Ал Каида или от тероризъм от много от служителите на службите на САЩ.
Все още военната доктрина не е единодушна какво включва кибервойната, тъй като непрестанно се разнообразяват различните видове атаки.
За момента основни методи за водене на кибервойна се смятат: шпионаж и пробив на националната сигурност, саботаж, атака за отказ на услуга, причиняване на индустриални аварии, срив в електропреносни мрежи.